# Elecciones para gobernador de Utah de 2010
Las elecciones para gobernador de Utah de 2010 se realizaron el 2 de noviembre de 2010 y fueron ganadas por el republicano Gary Herbert. Fueron unas elecciones especiales, debido a que el gobernador Jon Huntsman dimitió para convertirse en embajador de Estados Unidos ante China.